# Paititi
Paititi este un oraș legendar incaș pierdut sau un ținut imaginar utopic plin de bogății. Se presupune că se află la est de Anzi, ascuns undeva în pădurile tropicale îndepărtate din sud-estul Perului, nordul Boliviei sau sud-vestul Braziliei. Legenda lui Paititi din Peru se referă la povestea eroului mitologic Inkarri, care, după ce a fondat Quero și Cusco, s-a retras spre jungla Pantiacolla pentru a-și trăi restul zilelor în orașul său de refugiu Paititi. Alte versiuni ale legendei spun că  Paititi este un refugiat incaș în zona de graniță dintre Bolivia și Brazilia.
Se consideră că acest oraș nu a fost găsit și nu a fost identificat cu nicio ruină din America de Sud. Este echivalent cu Eldorado datorită faptului că acest oraș era plin de aur, chiar și casele și drumurile erau făcute din acest metal. 